# 栗原ちひろ
栗原 ちひろ（くりはら ちひろ、11月29日 - ）は、日本の小説家。血液型はA型。
第3回角川ビーンズ小説大賞にて「即興オペラ・世界旅行者」で優秀賞受賞。
受賞作を改題・改稿した「オペラ・エテルニタ」で、2005年9月にデビュー。
2022年10月、紅玉いづきらと株式会社ツクリゴトを設立。
2023年10月、note創作大賞にて「庭を造る」で別冊文藝春秋賞入選。
日本推理作家協会会員。

## 書籍一覧

### 文庫
- オペラシリーズ  （イラスト：THORES柴本、角川ビーンズ文庫）：全8巻

1. オペラ・エテルニタ 世界は永遠を歌う（2005年9月）
2. オペラ・カンタンテ 静寂の歌い手（2006年1月）
3. オペラ・フィオーレ 花よ荒野に咲け（2006年6月）
4. オペラ・エリーゾ 暗き楽園の設計者（2006年11月）
5. オペラ・ラビリント 光と滅びの迷宮（2007年4月）
6. オペラ・グローリア 讃えよ神なき栄光を（2007年9月）
7. オペラ・メモーリア 祝祭の思い出（2008年1月）
8. オペラ・アウローラ 君が見る暁の火（2008年2月）

- 悪魔のソネットシリーズ（イラスト：新條まゆ、角川ビーンズ文庫）：全5巻

1. 美形悪魔は契約しない!?（2008年10月）
2. 男子校で秘密の召喚（2009年1月）
3. 豪華客船は悪魔と一緒（2009年7月）
4. 探偵稼業も悪魔の仕事（2009年12月）
5. 永遠の扉は二人のために（2010年2月）

- レプリカ・ガーデンシリーズ（イラスト：明咲トウル、B's-LOG文庫）：全3巻

1. 水葬王と銀朱の乙女（2008年12月）
2. 廃園の姫君と金銀の騎士（2009年6月）
3. 時無しの人形師と人形の女王（2010年4月）

- レッド・アドミラル シリーズ（イラスト：榊空也、角川ビーンズ文庫）：全5巻

1. 羅針盤は運命を示す（2010年5月）
2. 潜入調査は戦乱の幕開け（2010年9月）
3. 英雄は夜明けを招く（2011年1月）
4. 新艦長は嵐を誘う（2011年5月）
5. 宿命は絆を試す（2011年9月）

- 影詠みの天花 胡蝶の舞と月の記憶（イラスト：睦月ムンク、一迅社文庫アイリス）（2010年9月）
- アルケミストの誓約シリーズ（イラスト：池上紗京、B's-LOG文庫）：全2巻

1. 白金の王女の夢物語（2011年2月）
2. 黄金の騎士の恋物語（2011年3月）

- 六使徒シリーズ（イラスト：THORES柴本、f-Clan文庫）：全2巻(レーベル廃刊のため未完)

1. 廃王国の六使徒（2011年11月）
2. 禁書庫の六使徒（2012年4月）

- シャイターンの花嫁シリーズ（イラスト：結川カズノ、一迅社文庫アイリス）：全2巻

1. 偽りの巫女姫と影の王子（2011年12月）
2. 魔眼の王子と囚われの巫女姫（2012年7月）

- 王立エトワール近衛隊シリーズ（イラスト：櫻井しゅしゅしゅ、角川ビーンズ文庫）：全3巻

1. 氷の薔薇に敬礼を（2012年3月）
2. 炎の剣士と誘惑の密約（2012年6月）
3. 星の正義に忠誠を（2012年11月）

- 秘密の花園（原作：バーネット、イラスト：椎名優、角川つばさ文庫）（2012年10月）
- 悪魔交渉人シリーズ（イラスト：THORES柴本、富士見L文庫）：全4巻

1. ファウスト機関（2014年6月）
2. 緑の煉獄（2014年12月）
3. 生贄の迷宮（2015年6月）
4. 天使の方舟（2016年1月）

- ある小説家をめぐる一冊（イラスト：THORES柴本、富士見L文庫）（2016年12月）
- 式神仙狐の思い出帖（イラスト：ハルカゼ、富士見L文庫）（2018年10月）
- 死神執事のカーテンコールシリーズ（イラスト：山田シロ、小学館文庫キャラブン!）

1. 死神執事のカーテンコール（2019年5月）
2. 死神執事のカーテンコール 時限爆弾の少年（2019年10月）

- 有閑貴族エリオットの幽雅な事件簿シリーズ（イラスト：カズアキ、集英社オレンジ文庫）

1. 有閑貴族エリオットの幽雅な事件簿（2020年4月）
2. 有閑貴族エリオットの幽雅な事件簿2（2020年12月）

- ゴーストリイ・サークル 呪われた先輩と半端な僕（イラスト：LOWRISE、二見ホラー×ミステリ文庫）（2021年9月）
- 殺し屋ダディ（イラスト：西本ろう、集英社オレンジ文庫）（2022年10月）
- サトリの花嫁 〜旦那様と私の帝都謎解き診療録〜シリーズ（イラスト：萩谷薫、メディアワークス文庫）

1. サトリの花嫁 〜旦那様と私の帝都謎解き診療録〜（2023年2月）
2. サトリの花嫁2 〜旦那様と私の帝都謎解き診療録〜（2024年2月）

- 国土交通省鎮守指導係 天崎志津也の調査報告（イラスト：yoco、キキ文庫）（2024年12月）

アンソロジー収録作品
- 令和最恐ホラーセレクション クラガリ - 『余った家』収録（文春文庫）（2025年8月）

### 新書
- 世界画廊の住人シリーズ（イラスト：石据カチル、幻狼ファンタジアノベルス）

1. 世界画廊の住人（2009年4月）
2. 世界画廊の住人 地下迷宮の物語（2009年12月）

### 単行本
- 死んでも推します!! 〜人生二度目の公爵令嬢、今度は男装騎士になって最推し婚約者をお救いします〜（イラスト：ゆき哉、Kラノベブックス f）

1. 死んでも推します!! 〜人生二度目の公爵令嬢、今度は男装騎士になって最推し婚約者をお救いします〜（2021年6月）
2. 死んでも推します!! 〜人生二度目の公爵令嬢、今度は男装騎士になって最推し婚約者をお救いします〜2（2021年11月）

- お金じゃ愛は買えませんっ！ 貧乏りんご令嬢ですが、10億払うから結婚しようって正気ですか！？（イラスト：くろでこ、実業之日本社）（2025年7月）

## その他作品一覧

### 漫画原作
- 廃棄村（2024年5月 - 2024年10月、作画：千江しか、ジャンプTOON）

### シナリオ
- 魔法使いの約束（coly、イベントストーリー）
  - シー・ローバー・スクアーマ（2023年4月）
  - セラータの調べは鎮魂の夜に（2023年7月）
  - 落魄の血に鉄の真意を（2024年1月）
  - アルテレーゴの掟（2024年4月）
- 廻らぬ星のステラリウム（フリュー、イベントストーリー、カードシナリオ）
  - 錬金人形は永遠の夢を見る（2024年8月）
  - シャムシールの追憶（2024年10月）
  - 燻ぶる星のユートピア（2024年12月）
  - 天幕の夜空に祈りを（2025年1月）

### 雑誌掲載
- オペラシリーズ（イラスト：THORES柴本）

1. オペラ・スピラーレ 亡国の螺旋（The Beans Vol.6、オペラ・メモーリア収録）（2006年1月）
2. オペラ・メモーリア 砂金の思い出（The Beans Vol.7、オペラ・メモーリア収録）（2006年6月）
3. オペラ・メモーリア 錬鉄の思い出（The Beans Vol.8、オペラ・メモーリア収録）（2007年1月）
4. オペラ・メモーリア 祝祭の思い出（The Beans Vol.9、オペラ・メモーリア収録）（2007年7月）
5. オペラ・プレゼンテ 秘密の贈り物（The Beans Vol.10、単行本未収録（電子化済み））（2008年1月）

- 悪魔のソネットシリーズ（イラスト：新條まゆ）

1. 悪魔のソネット 幽霊退治は悪魔の仕事？（The Beans Vol.12）（2009年1月）
2. 悪魔のソネット 悪魔に捧げるオペレッタ（The Beans Vol.13）（2009年7月）

- レッド・アドミラルシリーズ（イラスト：榊空也）

1. レッド・アドミラル 海上の薔薇を奪還せよ（The Beans Vol.15）（2010年7月）
2. レッド・アドミラル 孤島の宝を死守せよ（The Beans Vol.16）（2011年1月）
3. レッド・アドミラル 掌編（プレミアム・ザ・ビーンズvol.1）（2011年7月）

- 七鳥居迷夢譚（ノベルジャパン Vol.3、イラスト：橋賢亀）（2006年11月）
- 七鳥居迷夢譚 水底の恋人（キャラの! Vol.8、イラスト：橋賢亀）（2008年1月）
- 余った家（別冊文藝春秋 電子版56号 (2024年7月号)）（2024年6月）

### その他
- オペラ・プレミアム（イラスト：THORES柴本、角川書店、シリーズ完結記念応募者全員サービス）（2009年1月）
- 童話コスメ「夢語りのアリス」（イラスト：裕、株式会社ワークワーク「cosme play」）（2019年5月）(プロジェクト中止)

## メディアミックス

### 漫画化
- 死んでも推します!!～人生二度目の公爵令嬢、今度は男装騎士になって最推し婚約者をお救いします～（2021年7月 - 2024年7月、作画：辻本ユウ、KCx、全1巻）
- 殺し屋ダディ（2024年4月 - 2024年11月、作画：鹿賀トラコ、デジタルマーガレット）

## 同人誌
- 魔法使いは王命に従い竜殺しを試みる（ファンタスティック・ヘンジ掲載）（2012年11月）
- 怪物酒場（キタノステラ増刊「ポッケ」2018夏 特集：酒場掲載、電子化済み）（2018年7月）
- Paraiso Dogs1 ～迷える子犬と楽園の獣～（イラスト：ゆき哉）（2019年5月）
- Paraiso Dogs2 ～死の天使と汚れた英雄～（イラスト：ゆき哉）（2019年5月）
- ハッピーエンドは間に合った（ウカイロ9号「THE END IS THE BEGINNING IS THE END」掲載）（2019年7月）
- 黄金と骨の王国（少女文学第一号 - 第三号掲載、電子化済み（書き下ろし有り）、イラスト：THORES柴本）（2021年11月）
- 雛が墜ちる（少女文学第四号掲載、イラスト：itsumonoKATZE）（2021年5月）
- 庭を造る（少女文学第五号掲載、イラスト：藤沢チヒロ）（2022年5月）
- 六使徒シリーズ（イラスト：THORES柴本）

1. 廃王国の六使徒1（商業版より加筆修正、書き下ろし有り）（2022年11月）
2. 廃王国の六使徒2（商業版より加筆修正、書き下ろし有り）（2023年11月）
3. 廃王国の六使徒3（2025年2月）

- 一品ワインの表裏（北海道アンソロジー「ポッケ」2022 肉と葡萄酒号掲載）（2022年12月）
- この世に開かない鍵はない（少女文学第六号掲載、イラスト：星灯点夜）（2023年5月）
- 魔王は手紙を遺した（締切前夜掲載）（2024年2月）
- 蓮池ノ道行（少女文学第七号掲載、イラスト：遠田志帆）（2024年5月）
- 海べり神社カフェのさよならごはん（少女文学第八号掲載）（2025年5月）